# Єрв (футбольний клуб)
Єрв (норв. Jerv) — норвезький футбольний клуб з Грімстада, заснований 1921 року. Виступає у найвищому дивізіоні Норвегії.

## Історія
Клуб був заснований у 1921 році під назвою «Вестергатенс», названий на честь вулиці, де відбулось установче засідання, але пізніше змінив назву на «Дєрв», а згодом на «Єрв».
У 1970-х і 1980-х роках команду тренувало багато іноземних тренерів, зокрема, відомий швед Бу Юганссон, який керував командою в 1984 і 1985 роках, а потім тренував кілька клубів і національних збірних. 
У 1986 році «Єрв» покинув другий дивізіон та опустився у третій. Саме з цього моменту клуб балансував між другим та третім дивізіонами до 2014 року, в якому «жовто-сині» вдруге поспіль посіли перше місце та підвищились до першого.
У 2021 році «Єрв» вперше в історії піднявся до вищого дивізіону Елітесеріен. Вони вийшли в плей-оф, де перемогли у фіналі «Бранн». Після додаткового часу рахунок був 4–4, але «жовто-сині» виграли серію пенальті 8–7.
У футбольного клубу немає жіночої секції, оскільки вона відокремилася в 1999 році, створивши новий клуб «Амазон Грімстад».

## Стадіон
Домашня арена «Угланд» відкрита в 1983 році. Належить муніципалітету та розташована в центрі міста. Вміщує 3,300 глядачів. Рекорд відвідуваності є кубкова гра між «Єрвом» та «Стартом» в 2010 році.
У 2015 році стадіон перебудували через вимоги Норвезької футбольної асоціації.